# ژوئی
ژوئی (به فرانسوی: Jouey) یک کمون در فرانسه با جمعیت ۲۰۱ نفر است که در Canton of Arnay-le-Duc واقع شده‌است.